# Luise Höppner
Luise Höppner (* 10. Oktober 1907 in Parchim als Luise Moltmann; † 11. Mai 1999 in Schwerin) war eine deutsche Parteifunktionärin und Politikerin. Sie war Vorsitzende des Landesvorstandes Mecklenburg-Vorpommern des Demokratischen Frauenbunds Deutschlands (DFD) und Abgeordnete der Volkskammer der DDR.

## Leben
Luise Höppner war die Tochter des ehemaligen Tischlers und späteren Parteifunktionärs und Politikers Carl Moltmann. Nachdem die Familie 1911 nach Schwerin gezogen war, besuchte sie die Mädchenschule. Danach arbeitete sie im SPD-Büro ihres Vaters, wurde Mitglied der Sozialistischen Arbeiterjugend und 1923 der SPD. Sie war Mitglied des Sekretariats des SPD-Landesvorstandes Mecklenburg-Schwerin und Redakteurin der Zeitung „Das freie Wort“ in Schwerin. In der Weimarer Republik wandte sie sich gegen den aufkommenden Faschismus. Sie heiratete, bekam zwei Kinder und lebte von 1933 bis 1945 als Hausfrau.
Nach der Zerschlagung des Faschismus wurde sie 1945 Mitglied des Antifaschistischen Frauenausschusses in Mecklenburg-Vorpommern und im März 1946 Redakteurin der „Landeszeitung“ in Schwerin. Sie wurde Mitglied der SED und war von 1946 bis 1950 Abgeordnete des Landtages  Mecklenburg-Vorpommern. Im Juli 1946 wurde sie Leiterin der kommunalen Frauenausschüsse Mecklenburg-Vorpommerns und 1947 Mitbegründerin des DFD, dessen Landesvorsitzende sie bis 1949 war. 
Von 1948 bis 1950 war sie Mitglied des Deutschen Volksrates bzw. der Provisorischen Volkskammer. Als Regierungsrätin übernahm sie 1949 (als Luise Nierste, später: Höppner) die Leitung des Arbeitsamtes Schwerin. Anschließend war sie lange Zeit als Sekretärin des Bezirksausschusses Schwerin für Jugendweihe tätig.
Ihr Nachlass ist im Landeshauptarchiv in Schwerin archiviert.

## Privates
Luise Höppner trug in erster Ehe den Namen Nierste und heiratete nach 1950 Franz Höppner.

## Auszeichnungen
- 1967 Vaterländischer Verdienstorden in Bronze
- 1982 Orden Stern der Völkerfreundschaft in Gold
- 1987 Ehrenspange zum Vaterländischen Verdienstorden in Gold